# Францисканська церква і монастир (Дубровник)
Францисканська церква і монастир в Дубровнику (хорв. Franjevački samostan u Dubrovniku) — католицький францисканський комплекс в Хорватії, в місті Дубровник. Розташований в історичному центрі міста, пам'ятка архітектури. Заснований у 1317 році.

## Історія
Перший монастир францисканців в Дубровнику був побудований у 1235 році за стінами старого міста. Новий монастир всередині міських стін був закладений в 1317 році, проте будівництво окремих будівель монастирського комплексу тривало століттями. Близько 1360 року був побудований клуатр, котрий пережив землетрус 1667 року і нині є однією з головних визначних пам'яток монастиря.
Монастирська церква була майже повністю знищена в 1667 році землетрусом, пізніше відновлена в бароковому стилі.
Дзвіниця, клуатр та приміщення бібліотеки пошкоджені бомбардуваннями під час облоги Дубровника в 1991–1992 роках. Після закінчення війни відновлені.

## Архітектура

### Церква

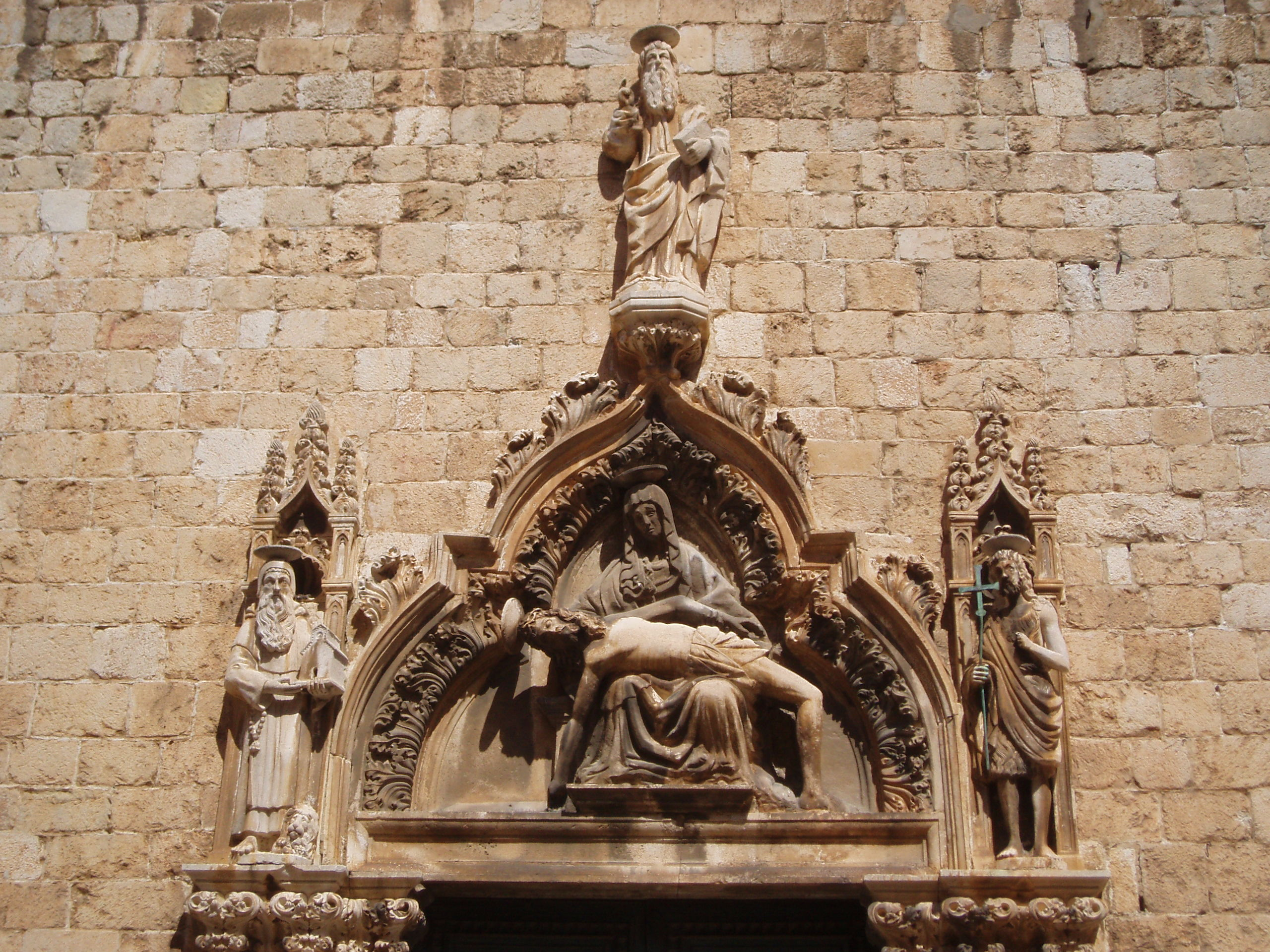
Портал церкви

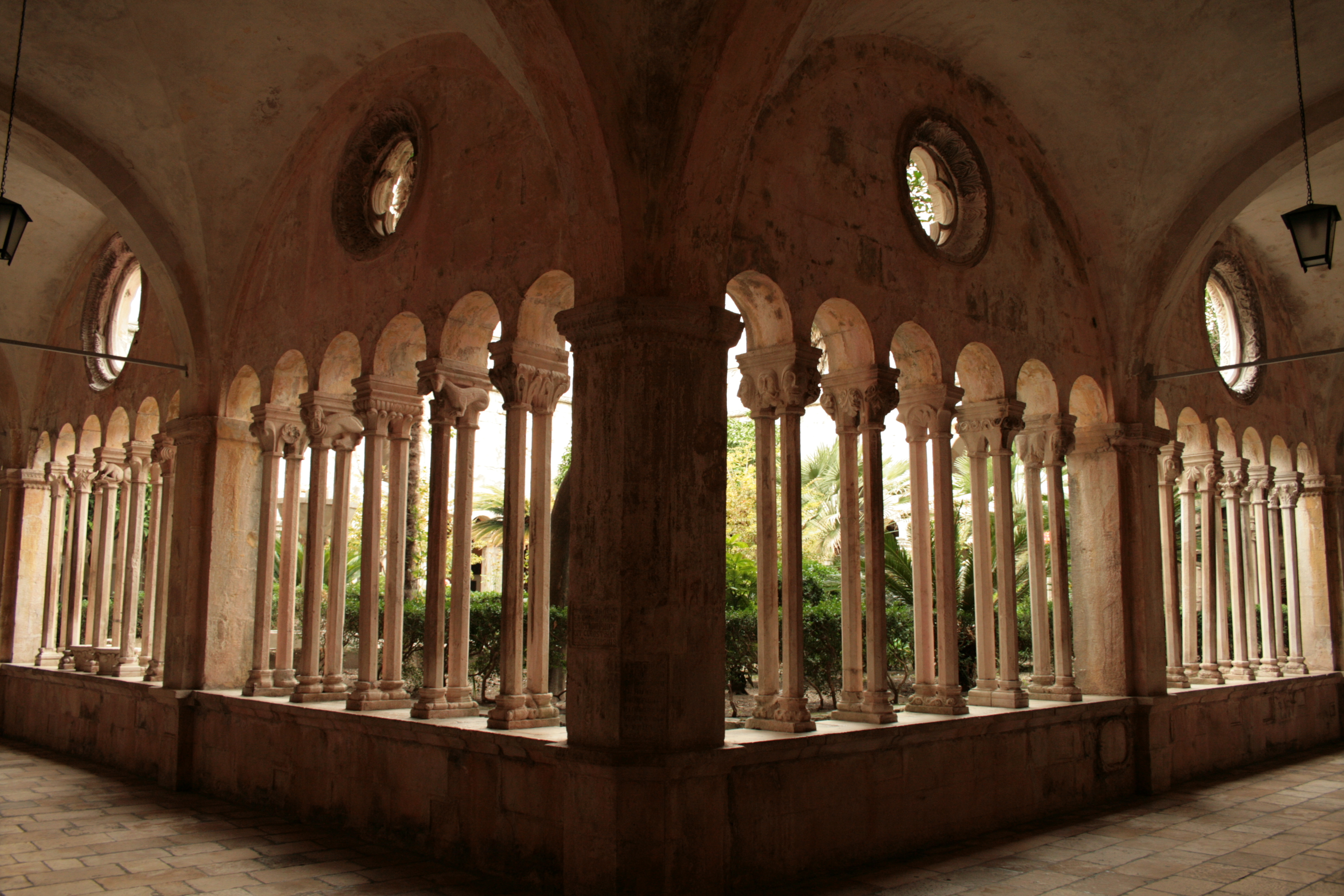
Клуатр

Єдиним вцілілим після землетрусу 1667 року елементом церкви виявився готичний портал 1498 року, що виходить на Страдун і відіграє роль головного входу до церкви. Цей портал був створений у місцевій майстерні братів Леонарда і Петра Петровичей, його центральна частина являє собою люнет над вхідними дверима з образом П'єти. П'єта оточена фігурами святого Ієроніма та Іоанна Хрестителя, над люнетом — постать Бога-Отця. Після землетрусу церкву відновили в бароковому стилі. Головний вівтар зі скульптурою Христа Воскреслого в оточенні чотирьох мармурових витих колон створено 1713 року, п'ять бічних вівтарів — венеційцем Джузеппе Сарді (1684—1696). Над прикрасою вівтаря св. Франциска працював у 1888 році відомий хорватський художник Целестин Медович. У церкві похований поет Іван Гундулич.

### Клуатр
Монастир має два клуатра: верхній (відноситься до житлової частини монастиря і недоступний туристам) і нижній (романський з рисами готики). Романський клуатр багато декорований різьбленими колонами, створений бл. 1360. Колонада складається з парних восьмикутних колон, кожна капітель відрізняється від сусідньої, зображуючи людські голови, тварин, квіткові мотиви і т. д. Клуатр налічує 120 колон та 12 масивних пілястр. У 1860 році клуатр був прикрашений фресками із зображеннями життя святого Франциска. У центрі розташований фонтан зі статуєю святого Франциска.

### Аптека
Після заснування монастиря брати заснували аптеку, яка спочатку служила для потреб хворих ченців, а пізніше перетворилася на джерело доходу для монастиря. Згідно з деякими джерелами аптека при францисканському монастирі в Дубровнику є третьою з найстаріших у світі. З 1938 року аптека функціонує паралельно як музей.

### Бібліотека
Монастирю належить одна з найбагатших бібліотек Хорватії. Колекція книг складається з більш ніж 70 000 томів, понад 1200 з яких визнані такими, що мають виняткову цінність і важливість. Нині являє собою частину монастирського музею, де крім книг експонуються старовинні літургійні предмети та ювелірні твори мистецтва.

## Розташування та відвідування
Монастир розташований у старому місті, поруч з воротами Піле і фонтаном Онофріо, на північ від головної вулиці старого міста Страдун. Головний фасад церкви виходить просто на неї. Францисканський монастир Дубровника діючий, частина приміщень, де проживають монахи, закрита для візитів. Для туристів відкриті клуатр, відвідування якого безплатне, і музейна частина (францисканський музей, аптека, бібліотека), відвідування платне.